# Frederick Muhlenberg
Frederick Augustus Conrad Muhlenberg (/ˈmjuːlɪnbɜːrɡ/; ngày 1 tháng 1 năm 1750 – ngày 4 tháng 6 năm 1801) là mục sư và chính khách người Mỹ, là Chủ tịch Hạ viện Hoa Kỳ đầu tiên và Trưởng khối Dân biểu Hạ viện Hoa Kỳ đầu tiên. Với tư cách là thành viên của Đảng Liên bang, ông là dân biểu hội nghị hiến pháp bang Pennsylvania và là thành viên của Hạ viện Hoa Kỳ từ Pennsylvania và cũng là mục sư Luther chuyên nghiệp, Muhlenberg quê quán ở Trappe, Pennsylvania. Ngôi nhà của ông, được gọi là The Speaker's House, hiện là một viện bảo tàng và hiện đang được trùng tu để khôi phục lại diện mạo của nó trong thời gian Muhlenberg tại nhiệm.
Tháng 8 năm 1789, ông bỏ phiếu quyết định vị trí thủ đô mới cho đất nước này. Ông đã không tìm cách từ bỏ cương vị chủ tịch Hạ viện Mỹ vào năm 1796. Ngày 29 tháng 4 năm 1796, với tư cách là chủ tịch Ủy ban Toàn thể, ông đã bỏ phiếu quyết định cho các luật lệ cần thiết nhằm thực hiện Hiệp ước Jay. Năm 1794, trong nhiệm kỳ thứ hai của Muhlenberg trên cương vị là Chủ tịch, Hạ viện đã bỏ phiếu 42–41 chống lại đề xuất dịch một số luật sang tiếng Đức. Muhlenberg vốn bỏ phiếu trắng về sau có nhận xét rằng "người Đức trở thành người Mỹ càng nhanh thì càng tốt". Mặc dù không bỏ phiếu chống lại dự luật nhưng làm nảy sinh cái gọi là Truyền thuyết Muhlenberg theo đó thì ông phải chịu trách nhiệm về việc cấm tiếng Đức là ngôn ngữ chính thức của Hoa Kỳ.
Ngoài ra, Muhlenberg còn là chủ tịch hội đồng kiểm duyệt của Pennsylvania, và được bổ nhiệm làm Tổng giám đốc Cơ quan Đất đai Pennsylvania vào ngày 8 tháng 1 năm 1800, giữ chức cho đến khi qua đời ở Lancaster, Pennsylvania vào ngày 4 tháng 6 năm 1801.